# Jefferson/USC (métro de Los Angeles)
Jefferson/USC est une station du métro de Los Angeles desservie par les rames de la ligne E et située dans le quartier University Park à Los Angeles en Californie.

## Localisation
Station du métro de Los Angeles en surface, Jefferson/USC est située sur la ligne E à l'intersection de Flower Street et de Jefferson Boulevard dans le quartier University Park au sud-ouest de Downtown Los Angeles.

## Histoire
La station est mise en service le 28 avril 2012, moment d'ouverture de la ligne E. 

## Service

### Desserte
Jefferson/USC est desservie par les rames de la ligne E du métro.

### Intermodalité
La station est desservie par les lignes d'autobus 38, 81, 102, 200 et 442 de Metro. La ligne d'autobus à haut niveau de service J dessert également la station. 

## Architecture et œuvres d'art

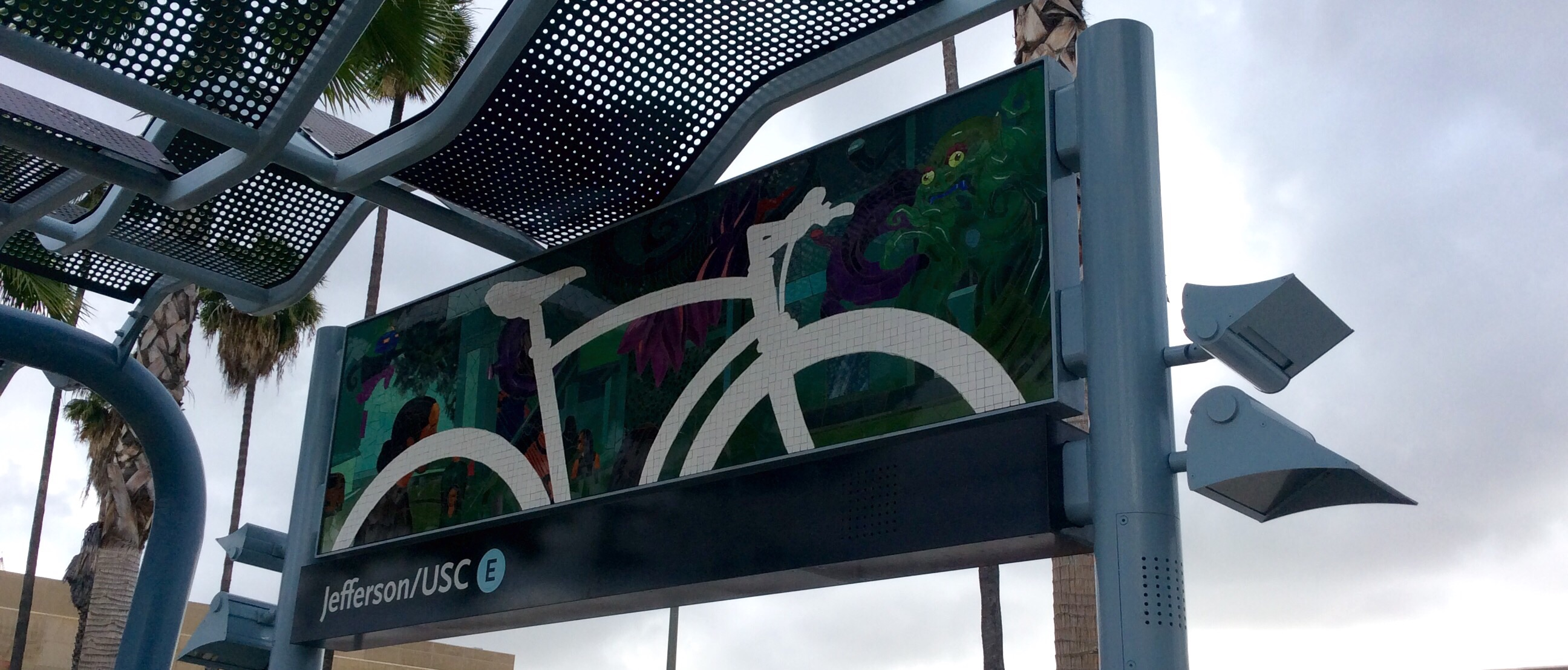
L'un des panneaux réalisés par Samuel Rodriguez.

Une œuvre de l'artiste Samuel Rodriguez orne la station, celle-ci est composée d'images fragmentées de bâtiments, de moyens de transport et de personnes.  